# والاس اسپیرمون
والاس اسپیرمون (انگلیسی: Wallace Spearmon؛ زادهٔ ۲۴ دسامبر ۱۹۸۴) دونده اهل ایالات متحده آمریکا است. وی در مسابقات کشوری و بین‌المللی در مجموع برندهٔ ۹ مدال طلا، ۱ مدال نقره، ۲ مدال برنز شده‌است.